# Megascops sanctaecatarinae
El autillo de Santa Catarina (Megascops sanctaecatarinae), también denominado autillo de Santa Catalina, alilicucu orejudo, alicucu orejudo y tamborcito grande, es una especie de ave estrigiforme de la familia Strigidae que vive en Sudamérica.

## Distribución
Inicialmente se consideró que su área de distribución se extendía por Argentina y Brasil, pero posteriores revisiones incluyeron además a Uruguay (restándola del área de distribución de M. atricapilla).

## Taxonomía
Fue descrito científicamente como Scops sanctae-catarinae por Osbert Salvin en 1897. Robert Ridgway anteriormente había descrito un tipo de S. brasilianus en el área de Santa Catherina al sur de Brasil. Sin embargo Salvin al describir sanctaecatarinae no hizo ninguna referencia a la previa de descripción Ridgway. 
El primer autor que reconoció su validez fue Richard Bowdler Sharpe, e inicialmente esta forma fue considerada distinta de brasilianus (=choliba) además de atricapilla, y el nombre también fue usado por Dubois (Synopsis Avium, (1901)), que lo enumeró como una «variante» de brasilianus. Autores posteriores, incluidos Cory y Peters lo consideran un sinónimo de atricapillus. Además por esa época prevaleció la opinión de que Otus debería sustituirse por Scops como nombre del género (aunque actualmente se haya incluido en Megascops).   
Esta clasificación se mantuvo durante varias décadas, con algunas excepciones, como Kelso y Olrog. Gerrit Hekstra que volvían a reconocer a sanctaecatarinae (14.9), como una forma separada de atricapillus, (14.7), pero considerándola una subespecie, O. a. sanctaecatarinae y mencionando el nombre Otus choliba maximus (Sztolcman, 1926) como un psinónimo. Hekstra publicó una lista numerada de  correspondiente a los especímenes tipo el mismo año en su tesis, “A Revision of the American Screech Owls” (universidad de Vrije, Ámsterdam).  En esta tesis, y no en su publicación, Hekstra suprimió explícitamente los nombres científicos que no habían sido asignados siguiendo las normas de nomenclatura. La distribución de sanctaecatarinae incluía los estados y provincias de São Paulo, Río Grande del Sur, Santa Catarina (Brasil) y Misiones (Argentina). Posteriores revisiones determinaron que sanctaecatarinae debía considerare una especie aparte y su distribución, en relación con atricapilla, también se revisó, incorporando a Uruguay, (por lo que en consecuencia se excluyó del área de distribución de atricapilla). Esta revisión ha prevalecido en la actualidad, y casi todas las referencias a la familia en los últimos 25 años incluyen referencias a estas dos especies.
La revisión del área de distribución del autillo de Santa Catarina atrajo la atención sobre a un nombre publicado 43 años antes que sanctaecatarinae. Martin Heinrich Karl Lichtenstein publicó un listado de especímenes tipo del museo de Berlín, en el que se habían introducido algunos nombres nuevos, aunque solo aparecían como un listado de nombres, sin ninguna descripción. Uno de estos nomen nudum se refería a un ejemplar de búho recolectado por cerca de Montevideo, Uruguay — Ephialtes argentina. Posteriormente Hermann Schlegel publicó una descripción del mismo ejemplar tipo, pero la descripción se realizó de una manera no formal, sin clarificar si lo consideraba una variedad separada, que no permitió el reconocimiento de argentina como taxón válido, ya que se realizó como una anotación a pie de página, no como sinónimo, de la entrada Scops brasiliensis. Schlegel no encontró diferencias entre este espécimen de otro espécimen de brasiliensis, y sugiere que debería compararse con Ephialtes Watsonii (otro nombre no válido que aparece en su revisión). Sin embargo la aparición del nombre abrió un debate que no tuvo éxito para que argentina prevaleciera como nombre de la especie.